# 術前不安
術前不安（じゅつぜんふあん、英: preoperational anxiety, or preoperative anxiety）は、手術のために入院した患者がよく経験するものである。それは、手術前の患者の疑念や恐怖に起因する緊張や不安の不快な状態、と記述される。

## 術前不安の評価
状態・特性不安検査（STAI）は、研究目的で術前の不安を評価するのに良く用いられる方法である。これは、2つの20項目の尺度で構成されており、患者はこれを元に特定の症状を評価するように求められる。
STAIは不安には2つの異なる面があるという理論に基づいている。状態尺度は、状況によるまたは一時的な不安の覚醒度 を測定するように設計されており、特性尺度は不安に関連する長年の人格特性を測定するように設計されている。各尺度の項目は、「不安が存在する」または「不安がない」という2要素モデルに基づいている。
The Journal of Nursing Measurement誌2009年の論文で、多忙な病院環境では、特に他の評価も行わなければならない場合、各患者から20項目すべてを訊くことは難しいと報告された。 STAIの簡易版が開発されている。たとえば、MarteauとBekkerの6項目版の状態尺度は、2009年に「元の20項目の状態尺度と相関する場合、内的整合性の信頼性と妥当性が良好」であることが判明した。

## 不安の原因
さまざまな恐怖が術前の不安を引き起こす可能性がある。それらには、次の恐怖が含まれる。
- 「分からない」ということ[1]
- 手術失敗
- 麻酔[3]
- 自己同一性を失うのでは無いか
- 見知らぬ人に囲まれての療養[4]
- 痛み[1]
- 何かが制御不能となること
- 死[5]
- 回復がうまくいかない[1]
- 慣れない環境[5]

術前不安の強さに影響を及ぼす他の要因は、
- 以前の病院での経験[1]
- 社会人口学的特性（年齢、配偶者の有無、学歴など）[5]
- 心理的特徴（コーピング（英語版）の戦略や認識されているソーシャルサポートなど）[5]
- 性別 (女性は男性より周術期不安が強い傾向がある)[5]。

アメリカの心理学者アーヴィング・ジャニスは、不安に影響を与える一般的に見られる要因の傾向を3つの異なるレベルに分けている。。
- 弱い不安: これは、差し迫った危険の兆候を否定し、医療従事者の厳しい警告を無視しがちな人格素因を持つ人々の間で見られる。 このグループには、重度の強迫観念、引っ込み思案のスキゾイドパーソナリティ障害、その他の回避性パーソナリティ障害を持つ患者も含まれる。不安が弱い患者の中には、感情的で環境に過敏な人もいるが、不快な情報が与えられた場合、中等度の不安に即時移行することがある[6]。
- 中等度の不安: これは外部刺激に過敏な人々において見られる。 通常、このグループの人々は、与えられた情報に大きく影響を受ける。 情報はこれらの人々にプラスの影響を与えるようである。潜在的なリスク、リスクの克服方法、リスクからの保護要因は、患者が現実を把握し、心配を克服するのに役立つ[6]。
- 強い不安: これは、神経症素因を持つ患者や、身体損傷の脅威に非常に苦労している患者に見られる。これには、外部の脅威により、抑圧された内なる闘争を持つ人々が含まれる[6]。

## 不安の影響

### 影響
不安は、頻脈、高血圧、体温上昇、発汗、吐き気、触覚、嗅覚、聴覚の過敏などの生理学的反応を引き起こす可能性がある。
不安に襲われた患者はまた、末梢血管が収縮し、採血が難しくなることもある。

### 心理的影響
不安は、緊張、神経質、攻撃性を高める行動や認知の変化を引き起こす可能性がある。
患者によっては、理解したり、簡単な指示に従うこともできないほど不安になるかもしれない。  また、看護スタッフにひっきりなしに注意されるほど攻撃的で要求が多い患者もいるかもしれない。

### 対応戦略
アーヴィング・ジャニスが行った研究では、一般的な対応と戦略は、不安の強さ別に3つに分けられている。
不安が弱い患者
このカテゴリーの患者は、冗談を言ったり、「何もない！」などと言う傾向があります。ほとんどの痛みは患者が予測していないため、患者は自分の痛みを病院のスタッフのせいにする傾向がある。この場合、患者は虐待されたように感じる。これは、患者が、痛みは手術による、避けられない結果であるという、通常の考え方を持っていないためである。
その他の傾向として、術前ケア中に穏やかでリラックスした態度を示すこともある。彼らは通常、睡眠障害にはならない。彼らはまた、医療処置に関するより多くの情報を求めるためにほとんど努力をしない傾向がある。 これは、彼らが潜在的な脅威に気づいていないという事実によるものかもしれないし、彼らが自分自身を締め出し、疑いと恐怖のすべての考えを排除することに成功したからかもしれない。
不安が弱い患者が主に表現する傾向があるのは、経済上の懸念であり、彼らは通常、手術の危険性についての不安は否定する。
中等度の不安を持つ患者
このカテゴリーの患者は、軽度の感情的な緊張しか経験しないかもしれない。中等度の不安を持つ患者が経験する時折の心配や恐怖は、通常、抑制することができる。
不眠症を発症する人もいるが、通常は軽度の鎮静剤がよく効く。 彼らの外見的な態度は、患者が内なる葛藤に苦しんでいることが他の人に明らかである僅かな瞬間を除いて、比較的穏やかでよく制御されているように見えるかもしれない。彼らは通常、毎日のタスクを実行することができ、時々落ち着かなくなるだけである。
これらの患者は通常、快適な安心のレベルに到達するために、医学の権威から信頼できる情報を得ることに非常に意欲的である。
強い不安を持つ患者
このカテゴリの患者は、通常、情報を求めることによって自分自身を安心させようとするが、これらの試みは、長期的には、恐怖が非常に支配的であるため、患者が快適な心理状態に到達する助けとなることには失敗している。
このレベルの不安の患者は、予想される危険を考えないために、精神的に気を散らす活動に従事することがよくある。  彼らは苦労して、自分の状況を理想化したり、最終的に物事がうまくいく可能性があるというあらゆる種類の概念を維持している。これは、彼らがありそうもない危険にこだわる傾向があるからである。

## 効果

### 手術の心構え
肯定的な面では、患者の不安が適度なレベルであれば、むしろ不安は手術の心構えに役立つ。 否定的な面を挙げれば、患者の不安が大きすぎても少な過ぎても、不安は害を及ぼす可能性がある。 この理由の1つは、不安が少ないと、痛みへの心構えが十分できないことである。 また、より強いレベルの不安は、不快な刺激に患者を過剰に感作し、触覚、嗅覚、聴覚が過敏となる可能性がある。  これは激しい痛み、めまい、吐き気を引き起こす。また、なじみのない環境で、患者の落ち着かない気分が高まる原因ともなり得る。

### 術後
不安はまた、より多くの鎮痛薬のおよび麻酔薬が必要となり、術後の痛み、および入院期間延長の元凶となることが証明されている。
アーヴィングは、術前不安が術後反応に及ぼす影響も3つのレベルに分けている。
- 不安が弱い場合: 術前に心配や不安を追い払うために作られた否定やその他の安心という防御機制は、長期的には有効ではない。術後にすべての痛みやストレスを経験したとき、術前の段階から利用できる本当の安心材料がないため、感情的な緊張は緩和されない。
- 中等度の不安: 手術のために中程度の不安を持つ患者に心構えを持たせるために使用された現実指向の安心感は、患者の記憶に残るため、手術後のストレスを支援するために有効である [6]。
- 不安が強い場合: 病院関係者が術前に与えた安心感が効果的でなかったため、その後に遭遇するストレス刺激に対処するための真の安心感は得られない[6]。

## 治療
周術期不安の治療には以下が含まれる。
- 術前患者の指導またはツアー[8]。
- 手術に関する正確で徹底的な情報[4]
- リラクゼーション療法（英語版）[4]
- 認知行動療法[4]
- 手術前に家族が一緒にいることを許可する[1]
- ベンゾジアゼピンやメラトニンなどの抗不安薬[1] 。メラトニンの利点は、手術後の残存効果などの深刻な副作用が知られていないことである[9]。
- 看護師と患者の良好な関係[4]
- 麻酔科医による術前訪問
- プレガバリン、ガバペンチン[10][11]